# 庫赫達什特
庫赫達什特伊朗的城市，位於該國西部，由洛雷斯坦省負責管轄，距離首府霍拉馬巴德約70公里，海拔高度1,195米，該地區以前是加喜特人的居住地，2006年人口85,519。